# HMS Somali (F33)
Le HMS Somali est un destroyer de la classe Tribal qui servit dans la Royal Navy durant la Seconde Guerre mondiale.

## Historique
Le 3 septembre 1939, le Somali intercepte et capture le cargo allemand Hannah Böge, à 350 miles au sud de l'Islande. C'est le premier navire marchand ennemi à être capturé pendant la guerre.
Le 15 mai 1940, pendant la campagne norvégienne, le Somali transportait le brigadier William Fraser, commandant de la 24e brigade d'infanterie, de retour vers Harstad après une reconnaissance à Mo i Rana lorsqu'il est bombardé par un avion allemand, le forçant à retourner au Royaume-Uni qu'il atteint le 23 mai. Le 23 octobre, les Matabele, Punjabi et Somali bombardent et coulent le WBS 5 Adolf Vinnen en mer de Norvège, au large de la péninsule de Stadlandet.
En tant que chef de la 6e flottille de destroyers, il passa la majeure partie de l'hiver de 1940/41 dans la Home Fleet.
En mai 1941, le Somali intercepte le navire météorologique allemand München et l'équipage monte à bord. Peu avant, l'équipage du München jeta par-dessus bord la machine Enigma du navire dans un sac lesté. Cependant, les documents sur le fonctionnement de la machine furent laissés à bord, tout comme les livres de codes vitaux qui permirent une avancée décisive pour les briseurs de code alliés.
Le 13 août 1942, le Somali secourt les 105 membres d'équipage du cargo américain Almeria Lykes, qui avait été torpillé par des Schnellboot pendant qu'il participait à l'opération Pedestal. L'équipage fut secouru et débarqué à Gibraltar.
Le 20 septembre 1942, le Somali est torpillé par l'U-703 alors qu'il couvrait le convoi QP 14 à destination de l'URSS. Touché dans sa salle des machines puis remorqué par le destroyer Ashanti, il coule finalement le 25 septembre par un mauvais temps. Sur les 102 hommes à bord, seulement 35 sont sauvés des eaux arctiques. Le Matelot de 1re classe de l'Ashanti reçut la Médaille Albert pour sa « grande bravoure en sauvant la vie en mer » après avoir plongé dans l'eau glacée pour sauver le Capitaine de corvette Maud.